# Decade of Confession
Decade of Confession es un álbum recopilatorio de la banda sueca de power metal Narnia. 

## Lista de pistas

### Disco 1
1. "In His Majesty's Service"
2. "Into This Game"
3. "Show All the World"
4. "Judgement Day"
5. "Innocent Blood"
6. "The Countdown Has Begun" (live)
7. "Back from Hell" (live)
8. "No Time to Lose" (live) ???
9. "Inner Sanctum"
10. "The Witch & the Lion"
11. "Revolution of Mother Earth"
12. "The Light at the End of the Tunnel"
13. "Trapped in This Age"
14. "Sunrise"

### Disco 2
1. "Gates of Cair Paravel"
2. "Living Water"
3. "The Mission"
4. "Shelter Through the Pain"
5. "Can't Get Enough of You"
6. "Dangerous Game"
7. "Long Live the King"
8. "No More Shadows from the Past"
9. "Heavenly Love"
10. "Break the Chains"
11. "Awakening" (live)
12. "Hymn to the North"
13. "Show All the World" (Dance remix)

- Datos: Q5248692